# El-Qusaima
Koordinaten: 30° 40′ 8″ N, 34° 22′ 0″ O
El-Qusaima (auch Quseima, arabisch القسيمة, DMG al-Qusaima) ist ein Ort auf der Sinai-Halbinsel. Zum Stand der Volkszählung vom 11. November 2006 hatte der Ort eine Bevölkerung von 2.598.
Möglicherweise ist der Ort zu identifizieren mit dem biblischen ʿAzmon (hebräisch עצמון ‚Knochenort‘). Nach biblischer Darstellung (Num 34,4f. und Jos 15,4) lag Azmon an der Südgrenze des Stammes Juda zu Ägypten.
Der biblische Ort Kadesch Barnea liegt etwa 14 km südöstlich bei ʿEin al-Qudeirat oder ʿEin al-Qedeisch.
Etwa 3 km nordwestlich liegt die so genannte Aharoni-Festung. Im Süden dieser Festung liegt die Quelle Muweileh (auch Muweilih). Die ist möglicherweise identisch mit Beʾer-laChaj-Roʾi 
(hebräisch בְּאֵר לַחַי רֳאִי).
In al-Qusaima endete 1916 die während des Ersten Weltkrieges verlegte Zweigstrecke Masʿūdiyya–Sinai der osmanischen Militärbahn zur Nachschubversorgung der Soldaten der Mittelmächte an der Sinai- und Palästinafront, die jedoch in diesem Abschnitt 1917 schon wieder eingestellt wurde.